# Ivaí
Ivaí là một đô thị thuộc bang Paraná, Brasil. Đô thị này có diện tích 607,847 km², dân số năm 2007 là 13392 người, mật độ 20,1 người/km².